# Longueil-Sainte-Marie
Pour les articles homonymes, voir Longueil (homonymie).
Longueil-Sainte-Marie est une commune française située dans le département de l'Oise en région Hauts-de-France.

## Géographie

### Localisation

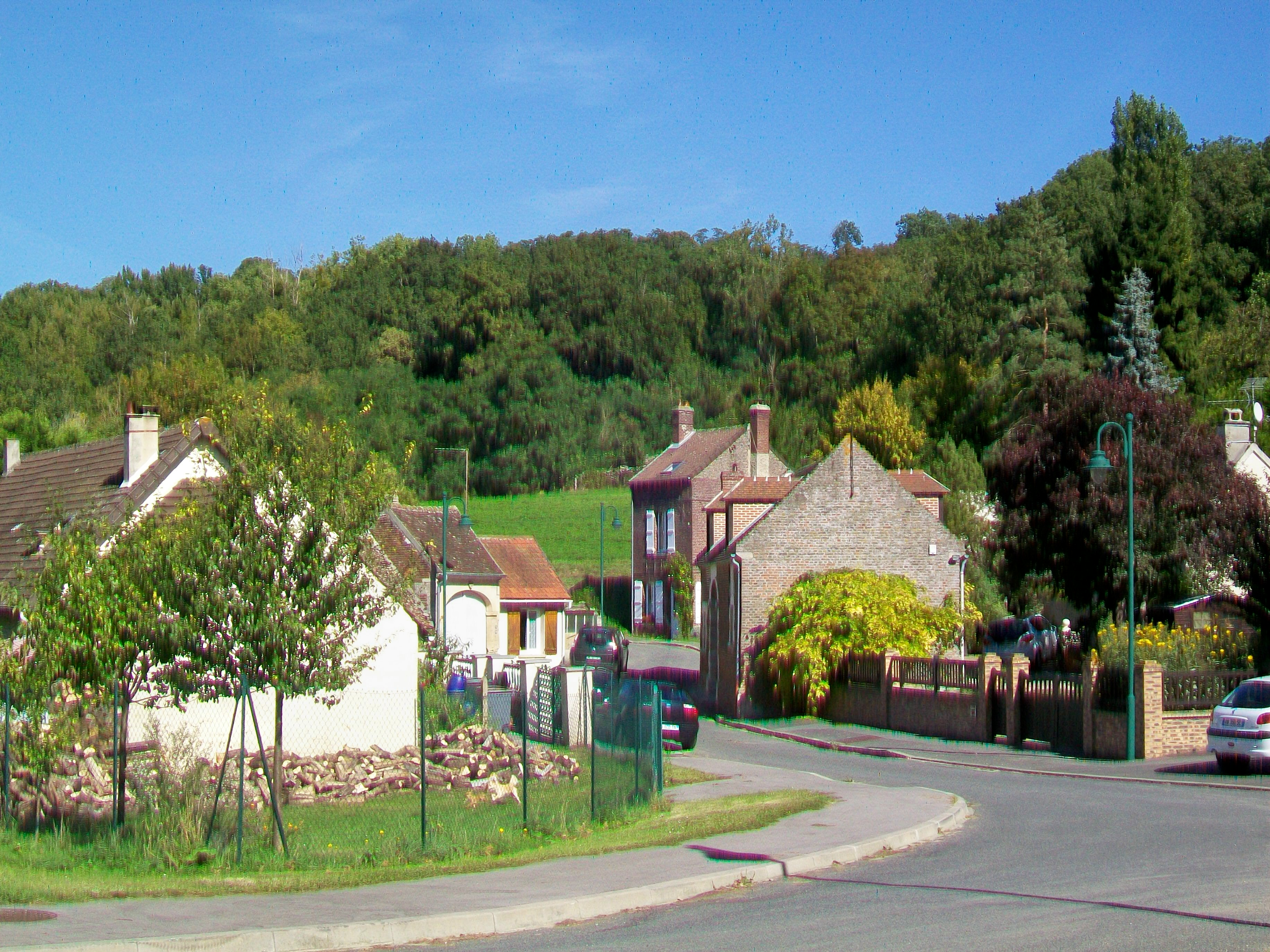
Paysage de la commune.

Longueil-Sainte-Marie est une commune industrielle et résidentielle du Compiègnois  à caractère rural, située dans le département de l'Oise, près de la rive droite de l'Oise, entre Creil et Compiègne, sur l'itinéraire de l'autoroute A1 et de la LGV Nord qui traverse la commune sur le viaduc de Verberie.
Elle se trouve à vol d'oiseau à 11 km au sud-ouest de Compiègne et 32 km de Noyon, 44 km à l'ouest de Soissons et 96 km de Reims, 20 km au nord-est de Senlis et 62 km de Paris, 22 km à l'est de Clermont et 47 km de Beauvais et 38 km au sud de Roye.
La commune se trouve dans l'aire d'attraction de Paris, et dans la zone d'emploi ainsi que dans le bassin de vie de Compiègne.

### Communes limitrophes
Les communes limitrophes sont  Canly, Chevrières, Houdancourt, Jonquières, Le Fayel, Le Meux, Pontpoint, Rhuis, Rivecourt et Verberie.
| Le Fayel                | Canly                 | Jonquières |
| Chevrières, Houdancourt | Longueil-Sainte-Marie | Le Meux    |
| Rhuis Pontpoint         | Verberie              | Rivecourt  |

### Géologie et relief
D'une superficie de 17,00 km2, Longueil-Sainte-Marie est la quarantième commune la plus étendue du département. Le développement nord-sud, de 7,4 km environ, est beaucoup plus important que le développement est-ouest.

### Hydrographie

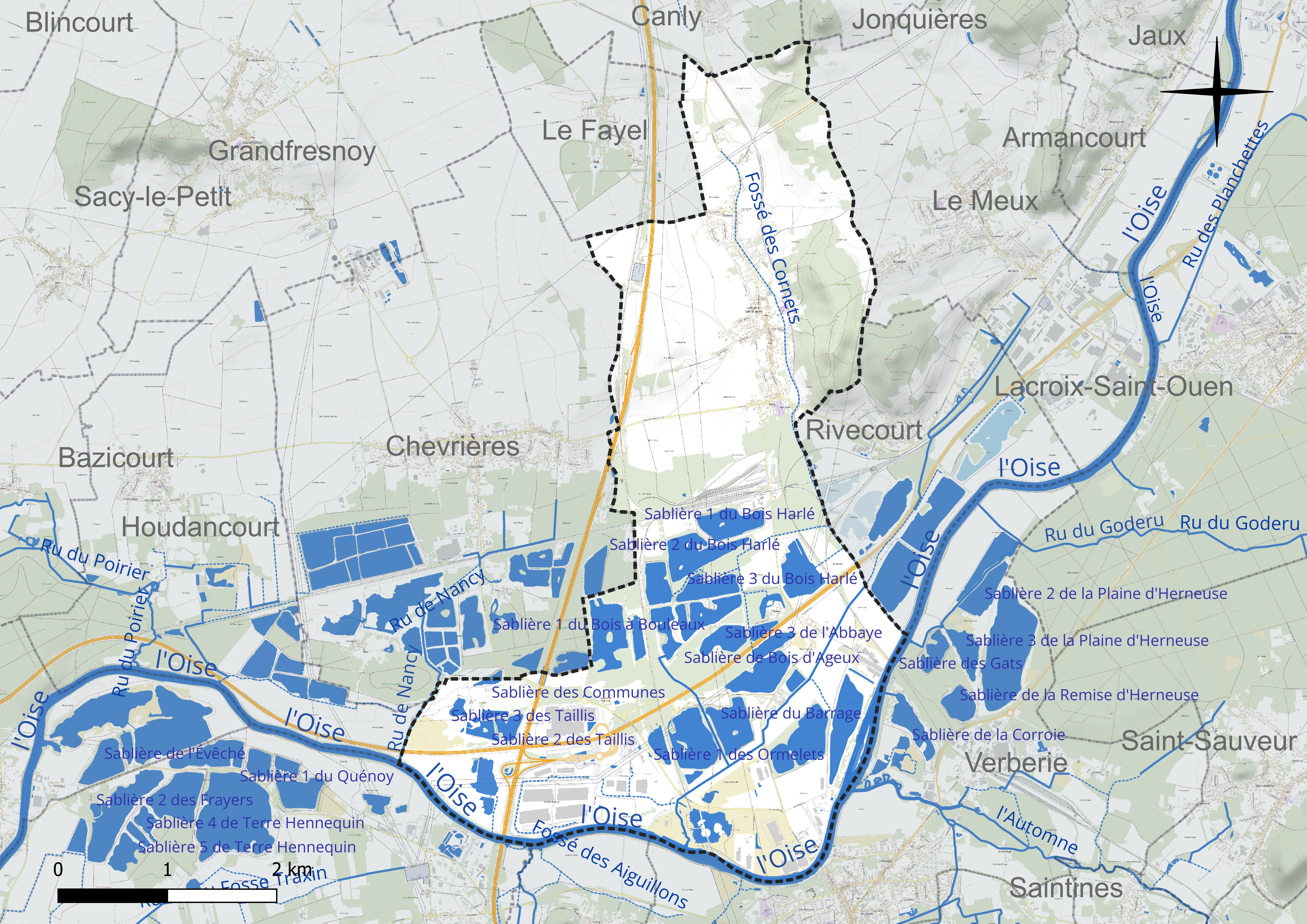
Réseau hydrographique de Longueil-Sainte-Marie.

Le sud de la commune est limité par le cours de l'Oise (rivière), affluent de la Seine, et ses gravières et étangs.
L'Île de Longueil-Sainte-Marie se trouve au sud-est de la commune et sépare l'Oise en deux bras
La municipalité propose en 2017 d'utiliser les gravières remblayées par des matériaux de démolition pour les transformer en marais, favorisant ainsi la biodiversité du territoire,,.

### Climat
Pour des articles plus généraux, voir Climat des Hauts-de-France et Climat de l'Oise.
En 2010, le climat de la commune est de type climat océanique dégradé des plaines du Centre et du Nord, selon une étude du CNRS s'appuyant sur une série de données couvrant la période 1971-2000. En 2020, Météo-France publie une typologie des climats de la France métropolitaine dans laquelle la commune est dans une zone de transition entre le climat océanique et le climat océanique altéré et est dans la région climatique Nord-est du bassin Parisien, caractérisée par un ensoleillement médiocre, une pluviométrie moyenne régulièrement répartie au cours de l’année et un hiver froid (3 °C).
Pour la période 1971-2000, la température annuelle moyenne est de 10,6 °C, avec une amplitude thermique annuelle de 14,9 °C. Le cumul annuel moyen de précipitations est de 696 mm, avec 11,3 jours de précipitations en janvier et 8,1 jours en juillet. Pour la période 1991-2020, la température moyenne annuelle observée sur la station météorologique la plus proche, située sur la commune de Margny-lès-Compiègne à 11 km à vol d'oiseau, est de 11,2 °C et le cumul annuel moyen de précipitations est de 633,5 mm,. Pour l'avenir, les paramètres climatiques de la commune estimés pour 2050 selon différents scénarios d'émission de gaz à effet de serre sont consultables sur un site dédié publié par Météo-France en novembre 2022.

## Urbanisme

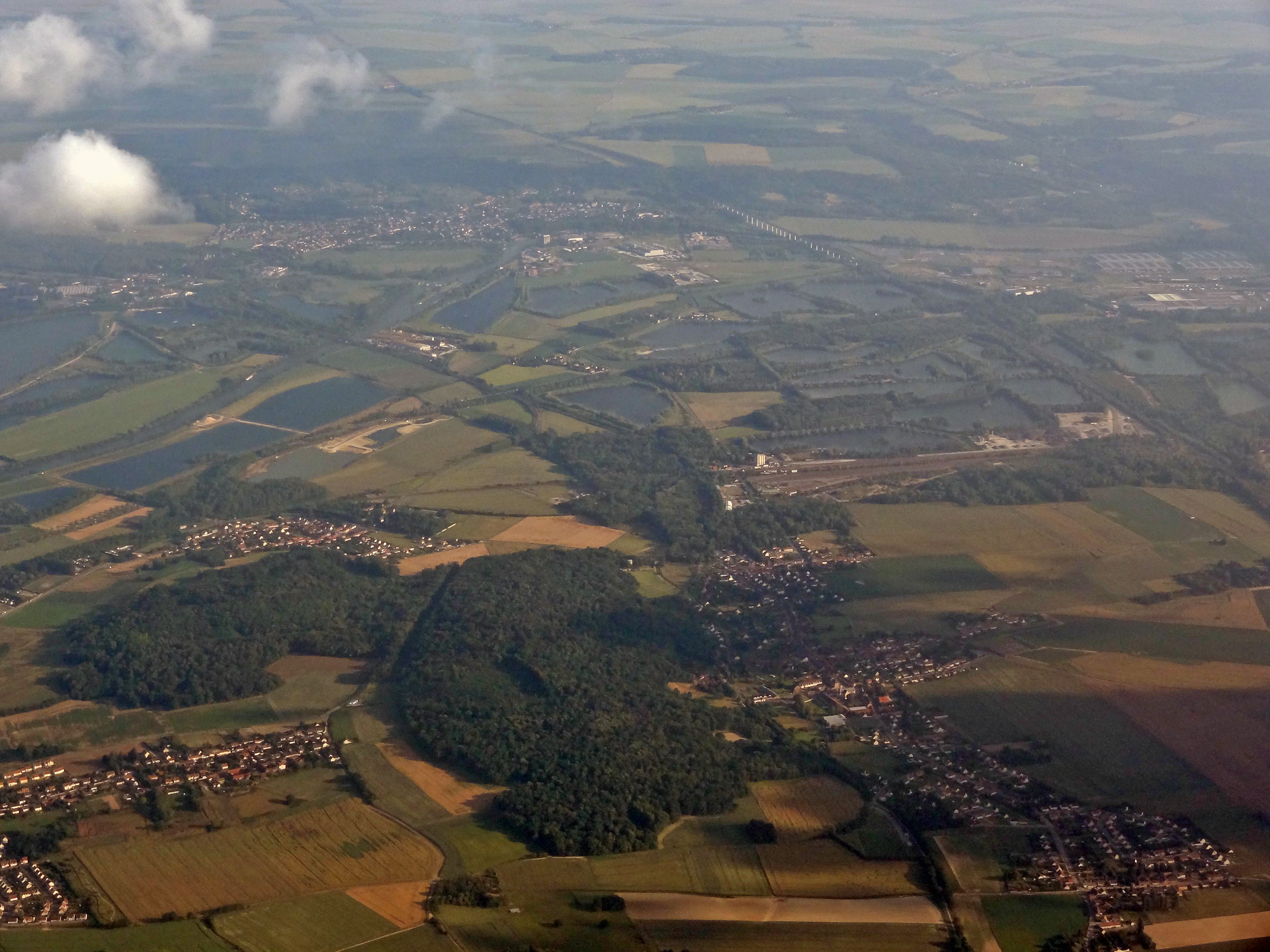
Vue aérienne de Longueil-Sainte-Marie et Rivecourt et de la LGV Nord en 2014, en direction du sud.

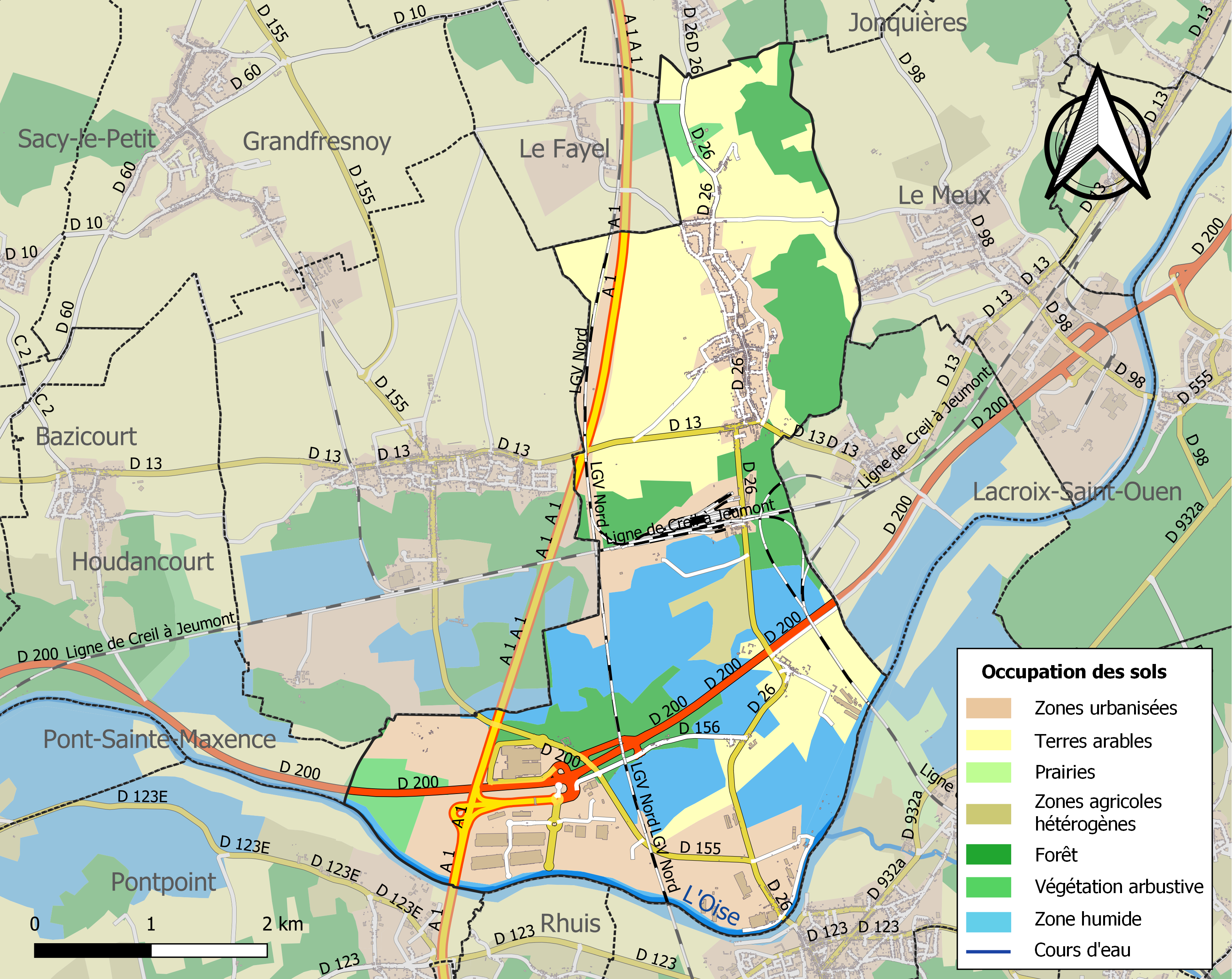
Carte des infrastructures et de l'occupation des sols de la commune en 2018 (CLC).

### Typologie
Au 1er janvier 2024, Longueil-Sainte-Marie est catégorisée bourg rural, selon la nouvelle grille communale de densité à sept niveaux définie par l'Insee en 2022.
Elle est située hors unité urbaine. Par ailleurs la commune fait partie de l'aire d'attraction de Paris, dont elle est une commune de la couronne,.

### Occupation des sols
L'occupation des sols de la commune, telle qu'elle ressort de la base de données européenne d’occupation biophysique des sols Corine Land Cover (CLC), est marquée par l'importance des territoires artificialisés (30,2 % en 2018), en augmentation par rapport à 1990 (19,9 %).
La répartition détaillée en 2018 est la suivante : terres arables (28,4 %), eaux continentales (19,7 %), zones industrielles ou commerciales et réseaux de communication (19,6 %), forêts (17 %), mines, décharges et chantiers (5,6 %), zones urbanisées (5 %), milieux à végétation arbustive et/ou herbacée (3,1 %), zones agricoles hétérogènes (1,7 %).
L'évolution de l’occupation des sols de la commune et de ses infrastructures peut être observée sur les différentes représentations cartographiques du territoire : la carte de Cassini (XVIIIe siècle), la carte d'état-major (1820-1866) et les cartes ou photos aériennes de l'IGN pour la période actuelle (1950 à aujourd'hui).

### Morphologie urbaine

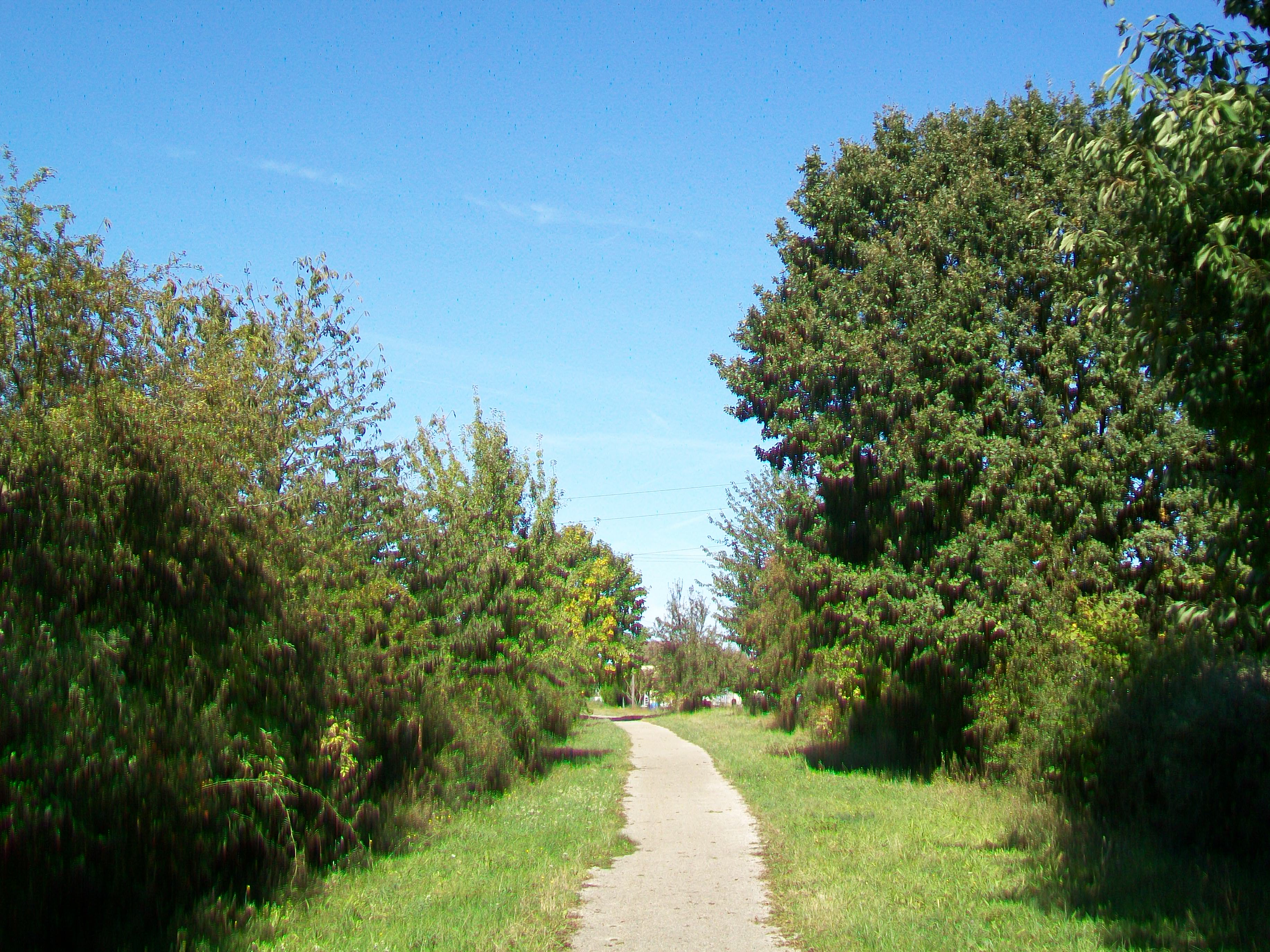
La voie verte à proximité de Rucourt.

À mi-chemin entre les extrémités nord et sud, la voie ferrée de Creil à Aulnoye-Aymeries traverse la commune et partage son territoire en deux parties aux vocations totalement différentes : au nord, se situent le village, des bois et des terres agricoles, et au sud, des vastes zones de sablières, partiellement reconverties en étangs de pêche, ainsi que des terrains industriels (dont notamment la ZAC « Paris-Oise » près de l'échangeur entre l'A1 et la RD 200).
S'y trouve également le hameau de Bois-d'Ageux, sur la RD 26 à mi-chemin entre le village et Verberie et près de l'autoroute. La limite sud de la commune se trouve au milieu de la rivière Oise. Quant à la limite ouest, elle est en partie matérialisée par la LGV Nord, grand axe ferroviaire nord-sud.
À l'instar de son territoire, le village se développe également dans un sens nord-sud, le long de la RD 26, sur 2 km environ, et se présente ainsi comme un village-rue. Le hameau et ancienne commune de Rucourt au nord et le hameau de Bailly au sud se sont fondus avec le chef-lieu. À l'est, le village est dominé par une butte dite La Montagne, couverte de bois et culminant à 124 m au-dessus du niveau de la mer.

### Habitat et logement
En 2021, le nombre total de logements dans la commune était de 790, alors qu'il était de 749 en 2016 et de 671 en 2011.
Parmi ces logements, 91 % étaient des résidences principales, 2,5 % des résidences secondaires et 6,5 % des logements vacants. Ces logements étaient pour 90,1 % d'entre eux des maisons individuelles et pour 9 % des appartements.
Le tableau ci-dessous présente la typologie des logements à Longueil-Sainte-Marie en 2021 en comparaison avec celle de l'Oise et de la France entière. Une caractéristique marquante du parc de logements est ainsi une proportion de résidences secondaires et logements occasionnels (2,5 %) supérieure à celle du département (2,4 %) mais inférieure à celle de la France entière (9,7 %).
| Typologie                                               | Longueil-Sainte-Marie | Oise | France entière |
| ------------------------------------------------------- | --------------------- | ---- | -------------- |
| Résidences principales (en %)                           | 91                    | 90,5 | 82,2           |
| Résidences secondaires et logements occasionnels (en %) | 2,5                   | 2,4  | 9,7            |
| Logements vacants (en %)                                | 6,5                   | 7    | 8,1            |

### Voies de communication et transports

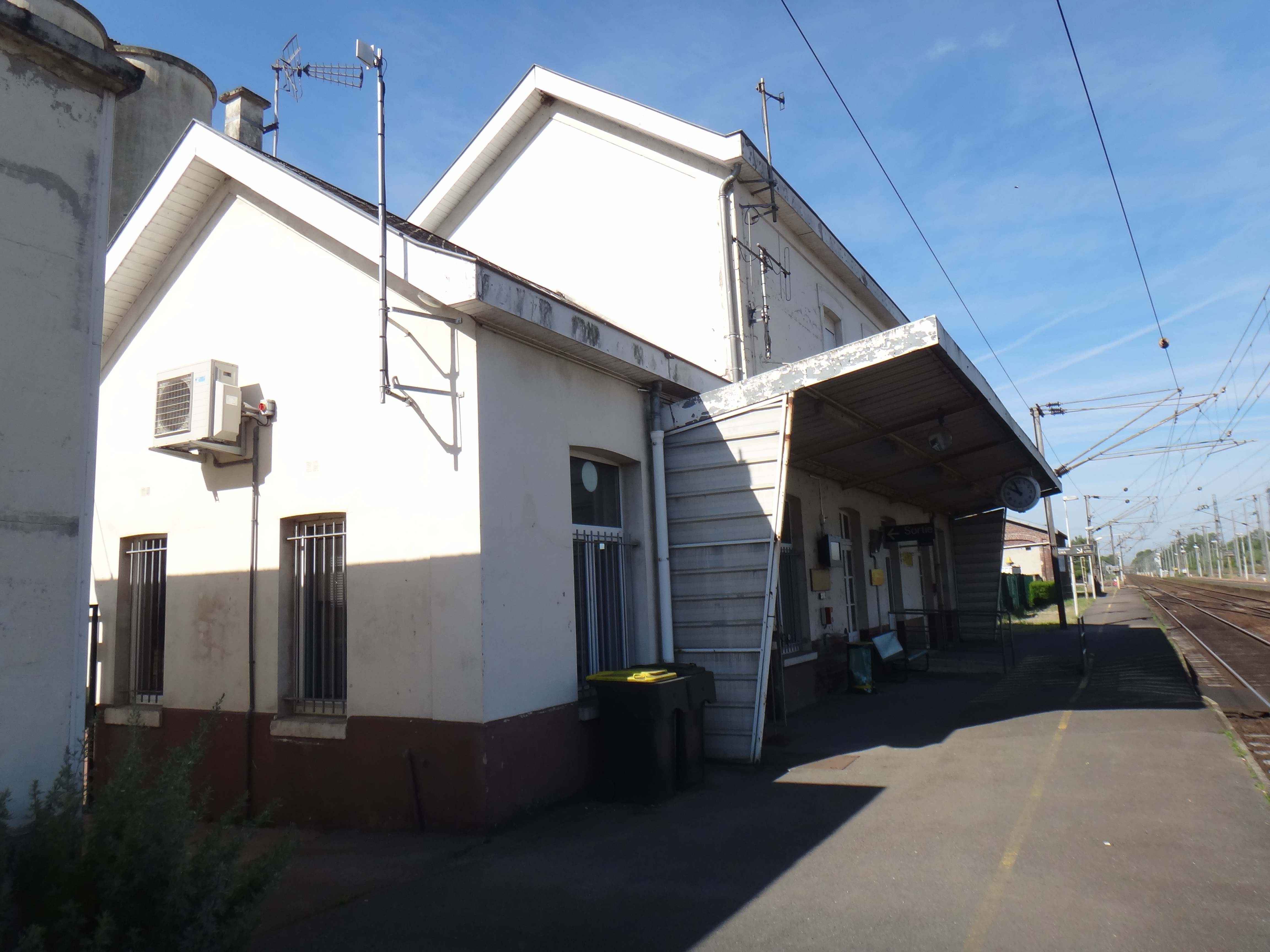
La gare de Longueil-Sainte-Marie.

Le village est desservi en premier lieu par la RD 26, menant à Canly et à la RN 31 Rouen – Reims au nord, et à Verberie au sud. Puis, à hauteur du hameau de Bailly, le village est traversé d'est en ouest par la RD 13 perpendiculaire à la RD 26. C'est une liaison secondaire entre Pont-Sainte-Maxence et Compiègne. Les grands flux est-ouest passent par la voie rapide de la RD 200 Creil – Compiègne, qui traverse le territoire communal au sud, loin du village. N'étant pas interconnectée avec la RD 26, il faut emprunter la RD 156 pour l'atteindre, ou bien la 155 qui se croise avec la RD 13 à Chevrières. La RD 200 est quant à elle le passage obligatoire pour atteindre l'autoroute par l'échangeur no 9 « Pont-Sainte-Maxence / Compiègne sud ».
La commune était célèbre pour abriter depuis 2017 le plus imposant ralentisseur de France (8 m de long pour 70 cm de haut), surnommé localement « la colline de la muerte ». Celui-ci est détruit en 2024
La gare de Longueil-Sainte-Marie se situe légèrement à l'écart du village, au sud, sur la RD 26. Elle est desservie par les trains omnibus TER Hauts-de-France de la relation C14 Compiègne – Paris. Du lundi au vendredi, s'y arrêtent neuf trains vers Compiègne et huit trains vers Paris, la fréquence étant moindre le week-end. Le temps de parcours est de 54 minuntes pour Paris et de 13 minutes pour Compiègne.
La commune est desservie, en 2024, par le service Hoplà Le Bus mis en place par la communauté de communes de la Plaine d'Estrées et par les lignes 660, 661, 669, 6310 et 6322 du réseau interurbain de l'Oise.
Longueil-Sainte-Marie dispose également depuis 2015 d'un port fluvial spécialisé notamment dans le trafic des conteneurs en provenance du port maritime du Havre, raccordé à l'Autoroute A1 ainsi qu'à la RD 200, et, à terme, aux voies ferrées de la ligne de Creil à Jeumont,.
Une voie verte issue de la section abandonnée de la ligne d'Ormoy-Villers à Boves longe le village sur toute sa longueur, au pied de La Montagne. Au sud de Longueil et jusqu'à Ormoy-Villers, cette ligne est toujours ouverte au trafic de marchandises et reliée à la ligne principale de Creil à Jeumont par trois raccordements, situés pour partie sur le territoire communal, et pour partie sur Rivecourt.

## Toponymie
Le nom de la localité est attesté sous les formes « in pago Belvacensi villam Longolium » (877) ; de Longoilo (1092) ; Longoilum (1094) ; Longelium (1162) ; Longalium (1194) ; Longogilum (1197) ; Longolium (1211) ; de Longolio (1212) ; Longueuil (vers 1250) ; Longueul (vers 1250) ; Longueil (1317) ; de Longolio sanctae Mariae (1402) ; Longoilum sanctae Mariae (vers 1430) ; ecclesia sancti Martini de Longolio sanctae Mariae (XVIe) ; Longoil (1692) ; Longueuil sainte Maire (1711) ; Longueil la Montagne (1794) ; Longueil-Sainte-Marie (1840).
La localité a été connue sous le nom Longueil-la-Montagne pendant la Révolution française.
L'hagiotoponyme déterminant Sainte-Marie a été rajouté quand le village fut rattaché au monastère des clercs de Sainte Marie de Compiègne.

## Histoire

### Moyen Âge
Émile Coët indiquait en 1883 : « Au XIVe siècle, la paroisse de Longueil appartenait au comté de Clermont, pour un demi-muid de terre, quelques redevances en nature et des cens, sur des hostises (fermes), tenus en fief du comté, par le sire Vathieu de Baing, et pour deux muids de vin de rente,tenus en fief par la dame Isabeau, femme du sire Jean Requignard, de Chevrières.
Il y avait à Longueil-Sainte-Marie un château-fort, appartenant à l'abbaye Saint-Corneille de Compiègne, et que les religieux avaient fait élever pour protéger ses vassaux, et ses nombreuses possessions.
Ce château fut, en 1538, le théâtre de faits militaires, à l'époque où les Anglais et les Navarrais, retranchés dans le fort de Creil, ravageaient les environs.
Les habitants de Longueil ne voulant pas laisser l'ennemi s'emparer de cette place, obtinrent du seigneur Régent, et de l'abbé de Saint-Corneille, l'autorisation de se retirer dans le château, avec des armes et des munitions. Ils choisirent entre eux un capitaine, et tous élurent Guillaume-aux-Alouettes. Il choisit pour son lieutenant un autre compagnon de haute taille, et d'une force extraordinaire, appelé : Le Grand Ferret.
Ils étaient environ deux cents laboureurs, résolus à vendre chèrement leur vie. Les Anglais ayant eu connaissance de ces préparatifs, voulurent chasser les paysans de leur forteresse ; ils s'avancèrent près de la porte, mal gardée, et pénétrèrent jusque dans la cour intérieure. Les défenseurs, frappés de stupeur étaient prêts à s'enfuir, lorsque Guillaume, descendant avec quelques-uns des siens, se mit à fondre sur les Anglais ; mais il fut frappé mortellement. À cette vue, ses compagnons accoururent, ayant à leur tête le Grand Ferret ; ils s'élancèrent sur les ennemis : le lieutenant, armé d'une hache, abat tous les Anglais qu'il peut frapper. Un officier se présente à lui, armé de. toutes pièces, la tête couverte d'un casque de fer ; le Grand Ferret, le reçut ; d'un coup de sa hache, lui fendit le casque, et partagea la tête jusqu'au cou. Animés par son exemple, ses compagnons firent des prodiges de valeur, et les Anglais prirent la fuite. Le Grand Ferret s'empara d'un étendard ennemi et tua, dit-on, à lui seul, quarante-cinq Anglais, sans compter les blessés.
Furieux de cette défaite, le commandant de Creil envoya un détachement plus fort que le précédent; mais enhardis par le succès de la veille, Grand Ferret et ses compagnons font une sortie, atteignent les ennemis entre Longueil et Chevrières, et leur font éprouver une honteuse défaite. Harassé de fatigue, le Grand Ferret but de l'eau froide en excès, et attrapa la fièvre dont il mourut à Rivecourt, non sans avoir fait éprouver de nouvelles pertes aux ennemis.
Le château était en 1414, au pouvoir du roi, alors que les Anglais et les Bourguignons infestaient le Valois. Il fut repris par les Anglais ; en 1419, il rentra sous l'obéissance du roi.
Pendant le siège de Compiègne, le château mal défendu tomba au pouvoir du comte Hundington. Mais peu après les Anglais furent chassés de la place, par un détachement de l'armée du maréchal de Boussac, qui marchait sur Compiègne.
Afin que cette forteresse ne servit plus de repaire aux ennemis, Charles VII en ordonna la démolition, en 1431.
Les débris du château se voient encore dans une ferme, élevée sur l'emplacement des anciennes fortifications rasées, en 1750 ; il reste de grands murs, décorés de sculptures, et la base d'un donjon très élevé, puis la trace des fossés d'enceinte.
Sur l'emplacement de la ferme, que possédait l'Abbaye de Saint-Corneille, il y avait un palais que Charlemagne habita quelques fois, et dans lequel il prodigua des richesses artistiques, et fit des embellissements de tous genres. Louis-le-Débonnaire aimait le séjour de ce château.
Après la donation du manoir à l'abbaye de Saint-Corneille par Charles le Chauve, il devint un lieu de plaisir pour les religieux, ils y venaient de Compiègne en barque, par le canal de la Conque.
En 1740, en reconstruisant les bâtiments de la ferme de l'abbayê, on trouva dans les fondations des débris de marbre, de dorure, et des morceaux de mosaïque d'une grande richesse ».
Si Longueil-Sainte-Marie était déjà une commune au sens médiéval, puisqu'elle « acquit au mois de juin 1220, des religieux de Saint-Corneille, soixante-six arpents de terrain situés près du Bois d'Ajeux ; la vente fut faite à la charge d'une rente, et à la condition, que le mardi des Rogations, les hommes de la commune de Verberie enverraient un des leurs à Compiègne, présenter à l'abbé un cierge de neuf livres. Les religieux, de leur côté, devaient défrayer l'envoyé, et lui donner un dîner, composé d'un poisson de mer, d'un pain et de deux lots de vin », c'est la Révolution française qui l'instaura dans son sens actuel de commune. Celle-ci a absorbé celle du Le Bois-d'Argeux en 1825 et celle de Rucourt en 1827.

### Époque contemporaine
Vers 1830, on compte dans la commune deux briqueteries et trois moulins à vent.
Le chemin de fer passe dans la commune dès 1848 avec la mise en service de la ligne Paris-Bruxelles, qui sépare le village et ses terres agricoles fertiles de la zone marécaggeuse des bords de l'Oise, suivie en 1882 par la ligne d'Ormoy-Villers à Boves.
Une féculerie est implanté dans le hameau de Port-Salut à Longueil-Sainte-Marie en 1846 par Jean-Pierre Hongre. Détruite par un incendie vers 1883, elle est reconstruite et agrandie pour Désiré Hongre qui poursuivit l'exploitation de l'activité jusqu'en 1914.
Au début du XXe siècle, on compte dans la commune, outre la féculerie, une râperie, deux sucreries, une brasserie, une usine d’engrais et une coopérative agricole avec ses silos.
Les locaux de la féculerie ont été utilisés à partir de 1973 par Marcel Bich qui y installe une usine pour y fabriquer rasoirs et briquets jetables.
Dans les années 1980 se développent les carrières de sables alluvionnaires au sud de la ligne ferroviaire, devenus, après leur exploitation des étangs utilisés pour de nombreuses activités : pêche, nautisme, baignade, jet-ski…
L'importante zone d'activité « ZAC Paris Oise » est créée en 1992 sur le site d'autres de ces sablières permet l'accueil d'entreprises comme Danzas et Stock Alliance en 1994, Faure et Machet en 1998, Codifrais en 1999.

## Politique et administration

### Rattachements administratifs et électoraux
La commune se trouve  dans l'arrondissement de Compiègne du département de l'Oise. Pour l'élection des députés, elle fait partie depuis 1988 de la cinquième circonscription de l'Oise.
Elle fait partie depuis 1802 du canton d'Estrées-Saint-Denis. Dans le cadre du redécoupage cantonal de 2014 en France, ce canton, qui n'est plus qu'une circonscription électorale, et dont la commune est toujours membre, est modifié, passant de 15 à 71 communes.

### Intercommunalité
La commune est membre de la Communauté de communes de la Plaine d'Estrées, créée en 1997 et qui succédait à un SIVOM.

### Liste des maires
| Période                                  | Période                        | Identité               | Étiquette       | Qualité                                                                                |
| ---------------------------------------- | ------------------------------ | ---------------------- | --------------- | -------------------------------------------------------------------------------------- |
| Les données manquantes sont à compléter. |                                |                        |                 |                                                                                        |
| 1834                                     | 1845                           | Jean-Marie Pinel       |                 |                                                                                        |
| 1845                                     | 1855                           | Louis-Michel Fillain   |                 |                                                                                        |
| 1855                                     | 1866                           | Nicolas-Louis Hongre   |                 |                                                                                        |
| 1867                                     | 1870                           | Émile-Prosper Pinel    |                 |                                                                                        |
| 1870                                     | 1874                           | Charles Tassart        |                 |                                                                                        |
| 1874                                     | 1881                           | André-Ferdinand Hongre |                 |                                                                                        |
| 1882                                     | 1884                           | Jean-Baptiste Ribert   |                 |                                                                                        |
| 1884                                     | 1904                           | Jean-Ferdinand Hongre  |                 |                                                                                        |
| 1904                                     | 1908                           | Bourcier Boucher       |                 |                                                                                        |
| 1908                                     | 1932                           | Émile Pinel            |                 |                                                                                        |
| 1932                                     | 1935                           | Léon Cauët             |                 |                                                                                        |
| 1935                                     | 1935                           | Albert Leclerc         |                 |                                                                                        |
| 1935                                     | 1940                           | Léon Cauët             |                 |                                                                                        |
| 1940                                     | 1944                           | Léon Bullot            |                 |                                                                                        |
| 1944                                     | 1947                           | Léon Cauët             |                 |                                                                                        |
| 1947                                     | 1967                           | Lucien Jacoby          |                 |                                                                                        |
| 1967                                     | 1971                           | André Roulleau         |                 |                                                                                        |
| mars 1971                                | mars 1989                      | Odette Lecat           |                 |                                                                                        |
| mars 1989                                | mars 2001                      | Adrien Delarue         | RPR             |                                                                                        |
| mars 2001                                | mars 2008                      | Jacques Delatte,       |                 |                                                                                        |
| mars 2008                                | En cours (au 13 novembre 2024) | Stanislas Barthelemy   | apparenté LREM, | Président de la CC de la Plaine d'Estrées (2014 → 2018) Réélu pour le mandat 2020-2026 |

## Équipements et services publics

### Eau et déchets
Une station de décarbonation est implantée par l'intercommunalité à Longueil-Sainte-Marie en 2023/2024 afin d'améliorer la qualité de l'eau potable distribuée sur la commune ainsi que Canly, Rivecourt, Le Fayel, ainsi qu’Armancourt, Jaux, Jonquières et Le Meux, membres de l'Agglomération de la région de Compiègne.

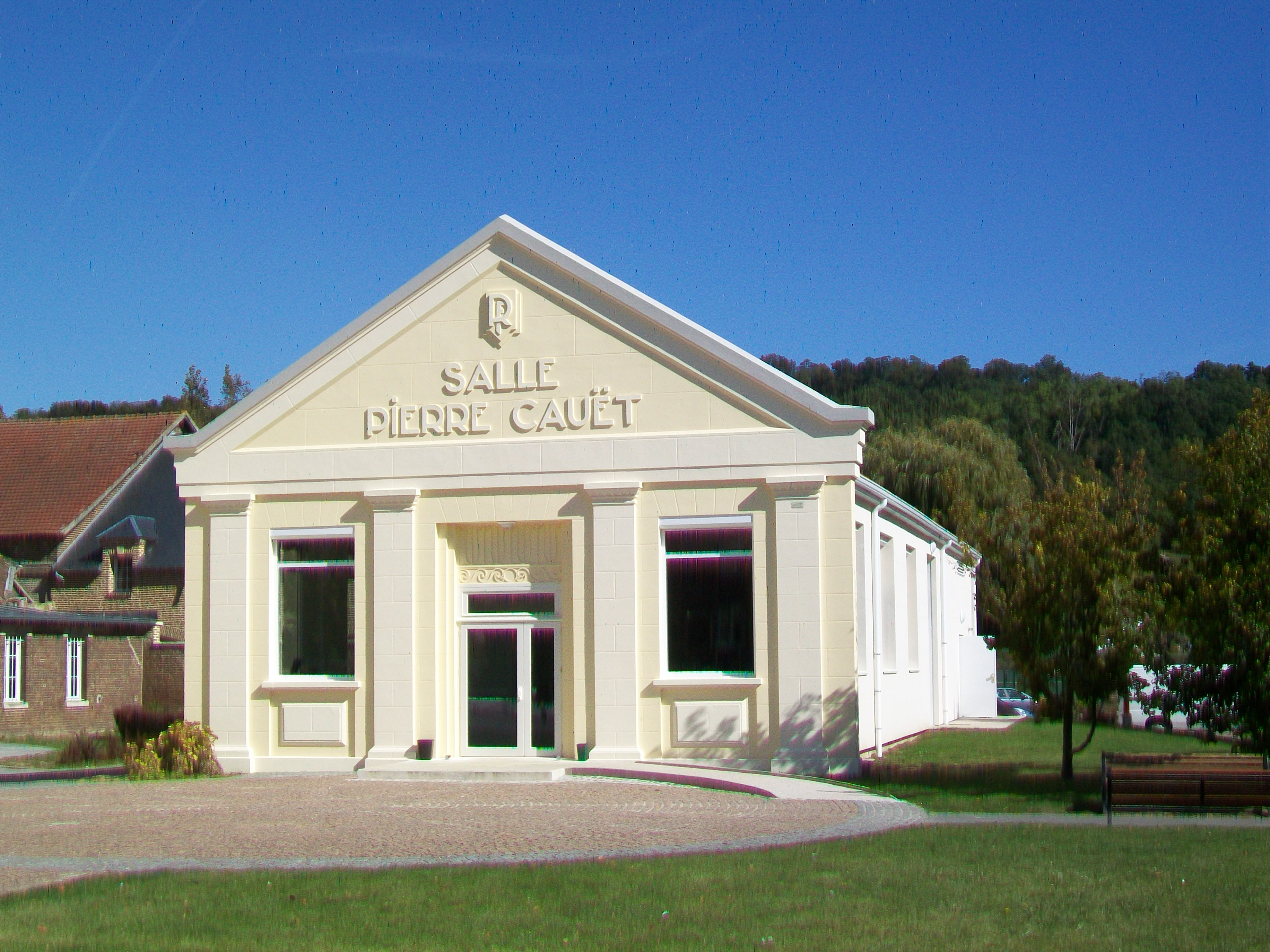
La salle des fêtes
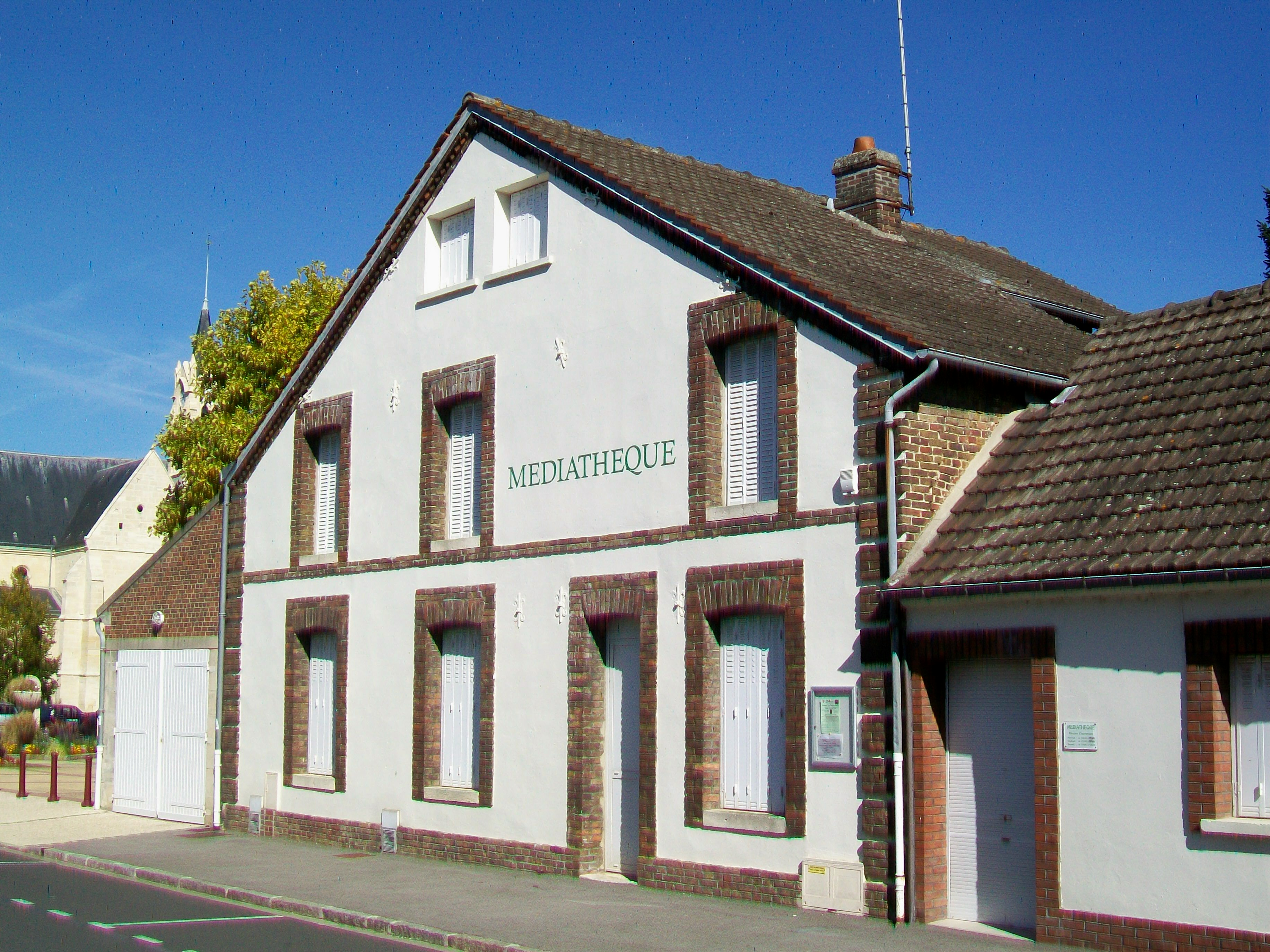
La médiathèque

## Population et société

### Démographie

#### Évolution démographique
L'évolution du nombre d'habitants est connue à travers les recensements de la population effectués dans la commune depuis 1793. Pour les communes de moins de 10 000 habitants, une enquête de recensement portant sur toute la population est réalisée tous les cinq ans, les populations de référence des années intermédiaires étant quant à elles estimées par interpolation ou extrapolation. Pour la commune, le premier recensement exhaustif entrant dans le cadre du nouveau dispositif a été réalisé en 2007.

En 2022, la commune comptait 1 952 habitants, en évolution de +1,61 % par rapport à 2016 (Oise : +0,87 %, France hors Mayotte : +2,11 %).
| 1793 | 1800 | 1806 | 1821 | 1831 | 1836 | 1841 | 1846 | 1851 |
| ---- | ---- | ---- | ---- | ---- | ---- | ---- | ---- | ---- |
| 412  | 467  | 491  | 485  | 789  | 688  | 776  | 795  | 806  |

| 1856 | 1861 | 1866 | 1872 | 1876 | 1881 | 1886  | 1891 | 1896 |
| ---- | ---- | ---- | ---- | ---- | ---- | ----- | ---- | ---- |
| 781  | 860  | 854  | 928  | 954  | 984  | 1 154 | 966  | 965  |

| 1901 | 1906 | 1911 | 1921 | 1926 | 1931 | 1936 | 1946  | 1954 |
| ---- | ---- | ---- | ---- | ---- | ---- | ---- | ----- | ---- |
| 912  | 909  | 902  | 894  | 938  | 915  | 945  | 1 034 | 991  |

| 1962  | 1968  | 1975  | 1982  | 1990  | 1999  | 2006  | 2007  | 2012  |
| ----- | ----- | ----- | ----- | ----- | ----- | ----- | ----- | ----- |
| 1 032 | 1 014 | 1 154 | 1 173 | 1 271 | 1 445 | 1 592 | 1 617 | 1 855 |

| 2017  | 2022  | - | - | - | - | - | - | - |
| ----- | ----- | - | - | - | - | - | - | - |
| 1 919 | 1 952 | - | - | - | - | - | - | - |

#### Pyramide des âges
La population de la commune est relativement jeune.
En 2018, le taux de personnes d'un âge inférieur à 30 ans s'élève à 38,3 %, soit au-dessus de la moyenne départementale (37,3 %). À l'inverse, le taux de personnes d'âge supérieur à 60 ans est de 16,7 % la même année, alors qu'il est de 22,8 % au niveau départemental.
En 2018, la commune comptait 985 hommes pour 938 femmes, soit un taux de 51,22 % d'hommes, largement supérieur au taux départemental (48,89 %).
Les pyramides des âges de la commune et du département s'établissent comme suit.
| Hommes | Classe d’âge | Femmes |
| ------ | ------------ | ------ |
| 0,3    | 90 ou +      | 0,4    |
| 2,5    | 75-89 ans    | 4,0    |
| 11,8   | 60-74 ans    | 14,4   |
| 22,3   | 45-59 ans    | 23,0   |
| 21,9   | 30-44 ans    | 22,9   |
| 17,6   | 15-29 ans    | 14,4   |
| 23,6   | 0-14 ans     | 20,9   |

| Hommes | Classe d’âge | Femmes |
| ------ | ------------ | ------ |
| 0,5    | 90 ou +      | 1,4    |
| 5,5    | 75-89 ans    | 7,6    |
| 15,6   | 60-74 ans    | 16,3   |
| 20,8   | 45-59 ans    | 20     |
| 19,4   | 30-44 ans    | 19,4   |
| 17,6   | 15-29 ans    | 16,2   |
| 20,6   | 0-14 ans     | 19,1   |

## Économie
La commune dispose d'une importante zone d'activité en bord de l'Oise, la ZAC Paris-Oise, une des plus grandes zones logistiques de Picardie, qui accueillait par exemple l'entreprise fabricante de mats d’éoliennes Enercon,
Le port fluvial, exploité par Terminaux de Seine qui gère également le port de Gennevilliers est spécialisé dans le trafic des conteneurs, est en développement. Constitué de trois zones, l'une destinée au déchargement et au stockage des conteneurs, sur 3 ha, la seconde dédiée au vrac et aux granulats, qui pourront également être stockés sur place sur une superficie de 7,5 ha. Enfin, une troisième zone, de 3 ha, est réservée à un espace écologique destiné à des espèces protégées qui occupaient le site, il a reçu 1 200 containers sa première année d'exploitation en 2015, 5 000 en 2019 et en vise un doublement de ce trafic pour 2021-2022,,.
On compte également dans la commune d'importants sites logistiques comme celui de Stockomani ou une usine de fabrication des rasoirs Bic, qui y réalise en 2014 le tiers de sa production mondiale de ces produits,,,.
En matière de commerce de proximité, la commune compte un supermarché repris par l'enseigne Coccinelle en 2017 puis par Auchan en 2022, et, sur son parking, une nano station-service. À proximité se trouve une pharmacie.

## Culture locale et patrimoine

### Lieux et monuments

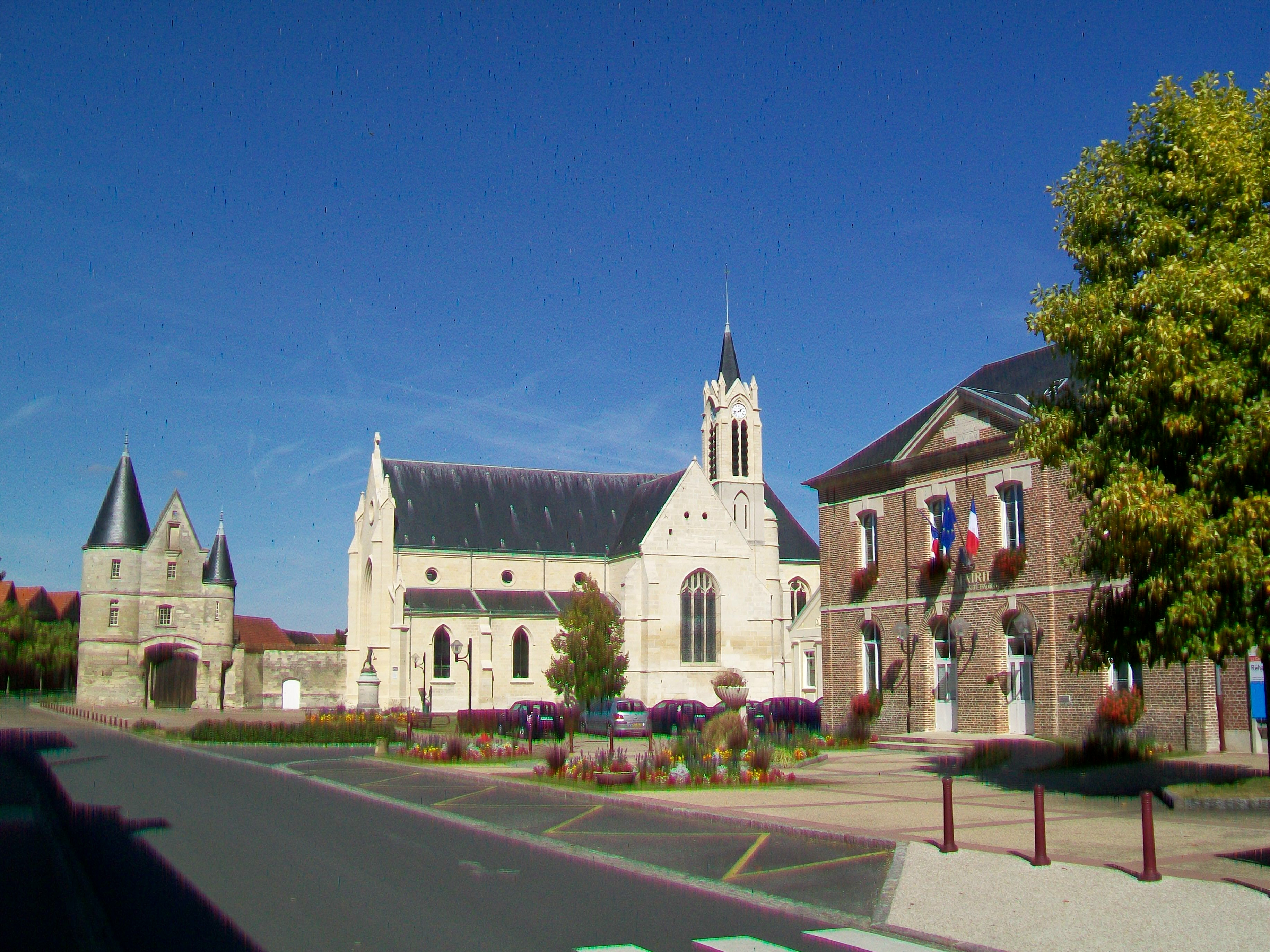
Le manoir, l'église et la mairie.

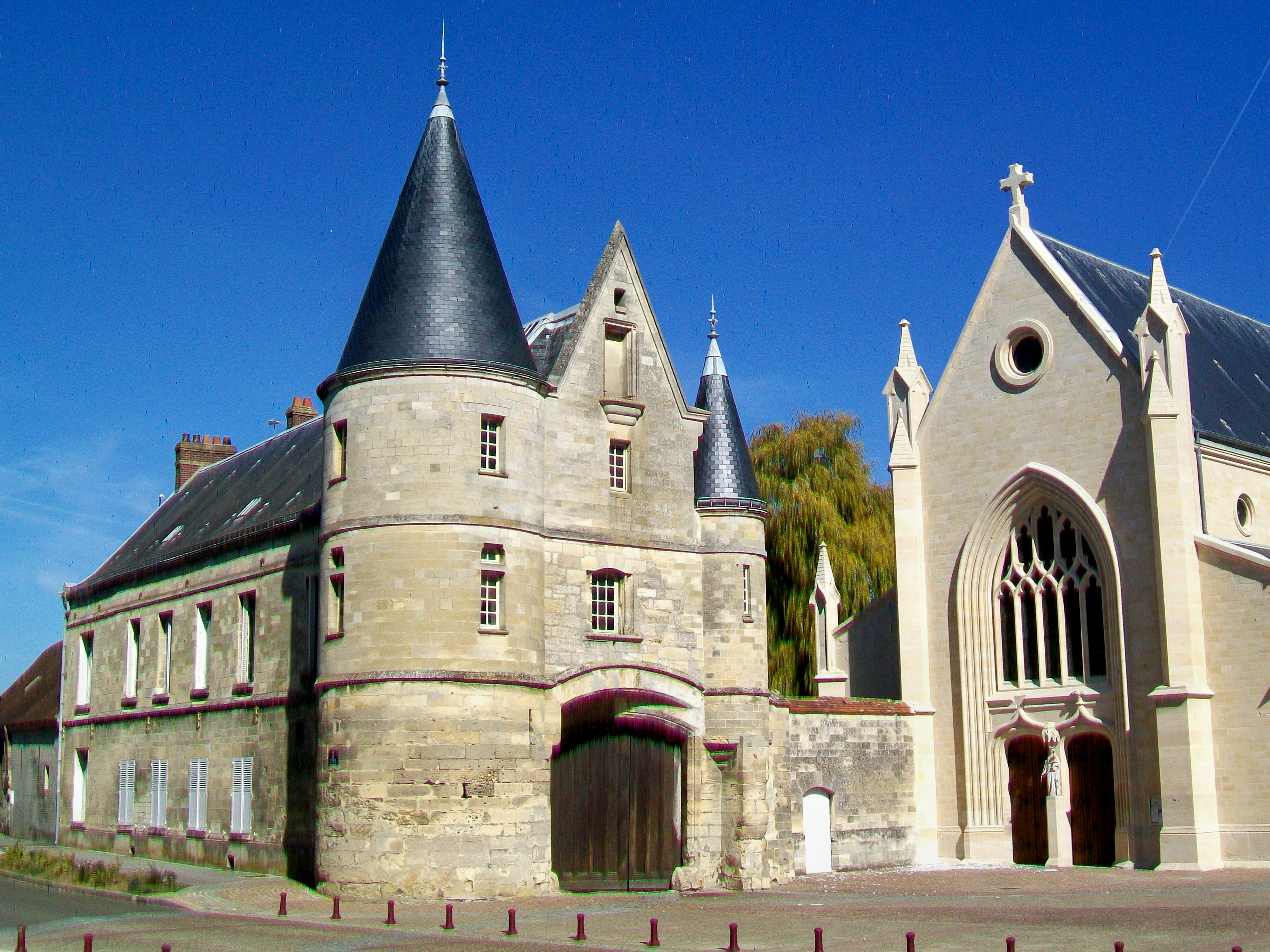
Porte fortifiée du XVIe siècle et façade de l'église Saint-Martin.

Longueil-Sainte-Marie compte deux monuments historiques inscrits sur son territoire :
- le manoir avec sa porte fortifiée du XVIe siècle  Inscrite MH (1949)[51], à côté du portail de l'église, place Charles-de-Gaulle : 
La porte et quelques autres éléments du manoir proviennent de l'ancien château de Longueil, dont les fortifications ont été démolies en grande partie en 1750, quand le château a été transformé en ferme. Des ruines importantes de bâtiments non concernés par cette transformation subsistent encore au XIXe siècle, dont de hauts murs décorés de sculptures et la base d'un donjon, ainsi que les traces des fossés d'enceinte. 
Le château de Longueil est un lieu hautement symbolique pour l'histoire de la région. Propriété de l'abbaye Saint-Corneille de Compiègne, il occupe un emplacement stratégique et joue un rôle important dans la guerre de Cent Ans. En 1358, quand les Anglais habitent le château de Creil qu'ils utilisent comme base militaire pour la conquête de la région, une garnison de deux cents soldats est stationnée à Longueil, commandé par le capitaine Guillaume Allaud qui choisit comme lieutenant le Grand Ferré. Son implication est décisive pour la défense du village et de son château, en dépit de l'avantage des Anglais quant au nombre et à l'armement. Les habitants participent activement à la défense, craignant qu'une fois le château occupé, il deviendra difficile de bouter l'adversaire hors du pays. Quoi qu'il en soit, le château sera à deux reprises occupé par les Anglais, vers 1420/1429 et pendant le siège de Compiègne, au printemps de 1430. Ces occupations ne seront possibles qu'avec une population et une garnison se soumettant sans résistance à l'envahisseur, ayant épuisé les ressources[21], et n'étant plus persuadé que le roi de France saura réinstaurer son pouvoir un jour ;
- le site archéologique de « La Butte de Rhuis III »  Inscrit MH (1993)[52], groupe de Villeneuve-Saint-Germain (VSG), Néolithique ancien : 
ce site se trouve sur le domaine d'une sablière de la société Gobitta, à environ 400 m de la rive droite de l'Oise, et a livré des tessons de pièces de poterie. Soixante-cinq exemplaires ont pu être reconstitués partiellement et dessinés, dont vingt-huit se sont prêtés à une reconstitution graphique totale. Il s'agit de céramiques utilitaires (bols, bouteilles, tasses, bassins etc.) décorées par impression au doigt, au peigne ou à la spatule. La forme des décors a permis une datation grâce à une confrontation avec les trouvailles sur les dix autres sites du Néolithique ancien identifiés dans la moyenne vallée de l'Oise. « La Butte de Rhuis III » serait donc à attribuer à la fin de la période VSG III[53], soit 5100-4700 av. J.-C. 
L'ouverture des fouilles a également donné lieu à une étude des vestiges de la faune locale à l'époque concernée[54]. Le site n'est pas accessible au public.

On peut également signaler :
- L'église Saint-Martin, place Charles-de-Gaulle : en fort mauvais état en 1891, avec une nef qui se lézarde et des plafonds qui tombent[55], l'église a été reconstruite entre 1901 et 1903 grâce à la générosité de l'Abbé Darras dans le style néogothique[56].  
En 1832, Louis Graves décrivait l'église antérieure comme étant  de plan cruciforme, vaste, large, élevée mais très sombre, la plupart des fenêtres étant bouchées. La nef serait plus récente et plus étroite que le chœur, voûté et éclairé par de larges baies, évoquant le style gothique flamboyant. Graves mentionne en outre une petite fenêtre au-dessus du portail, orné par des dents de scie, et un clocher latéral recouvert d'ardoise[21].
Le clocher actuel étant également latéral et l'ensemble de l'église couvert d'ardoise, il n'est pas certain s'il s'agit du clocher actuel, mais étant donné que la façade occidentale somptueuse n'a pas retenu l'attention de l'auteur et que la fenêtre qu'il mentionne n'y figure point, elle a vraisemblablement été construite de toutes pièces autour de 1900. L'archivolte du portail occidental est presque aussi haute que l'intérieur de la nef. Le trumeau entre ses deux petites portes surmontées par des arcades en anse de panier arbore une statue de la Vierge à l'Enfant sous un dais. La cloche date de 1731[57].
Au-dessus du portail, une très grande baie présente un remplage de cinq lancettes dont les extrémités supérieures s'entrelacent pour former le décor de la partie supérieure. Les contreforts aux extrémités occidentales de la nef et des bas-côtés se terminent par des clochetons. Ce faste contraste avec la simplicité des baies ogivales des bas-côtés et des oculi de la nef, qui se développe sur trois travées. Le transept atteint au niveau de la gouttière la même hauteur que la nef, mais la hauteur moindre du faîtage par rapport à cette dernière indique une largeur légèrement moindre. Par contre, l'on ne constate plus de différence de largeur entre la nef et le chœur polygonal. Les deux sont éclairés par des baies au remplage flamboyant. Les trois lancettes centrales de l’abside comportent d’intéressants vitraux réalisés par Blanchet-Lesage en 1959[56].
Le clocher carré se situe entre le croisillon sud du transept et le chœur et, se singularise par son faible diamètre et les faux pignons en haut de l'étage supérieur, présentant par ailleurs des horloges. Les clochetons, aux quatre extrémités, reproduisent le modèle rencontré sur la façade, aux extrémités des bas-côtés. Le petit toit pyramidal octogonal prend naissance à la base des pignons et semble ainsi prendre du recul. Il est à noter l'absence de tout décor sculpté figuré ou ornemental à l'extérieur de l'église, hormis les exceptions déjà signalées ;

L'église Saint-Martin
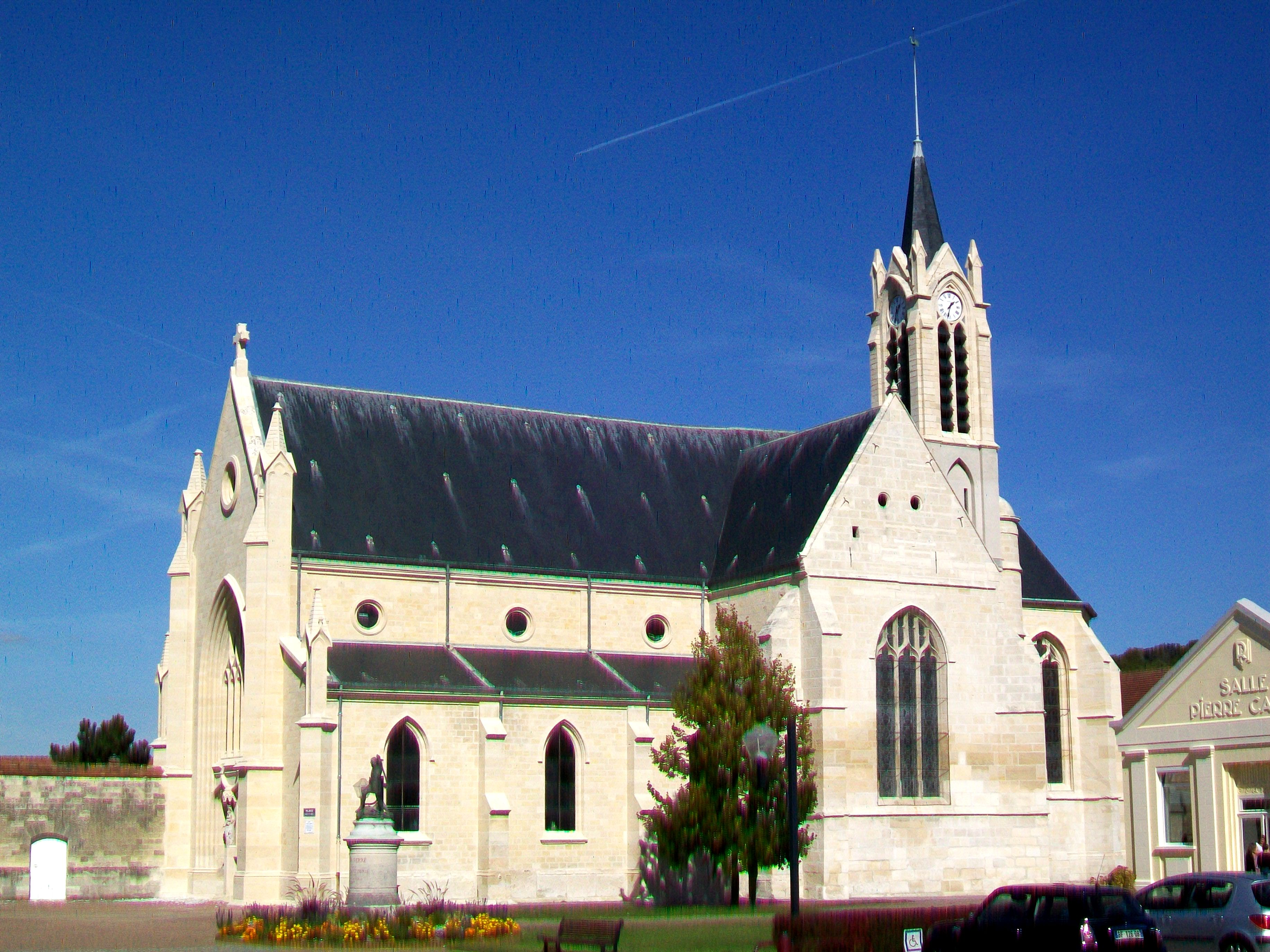
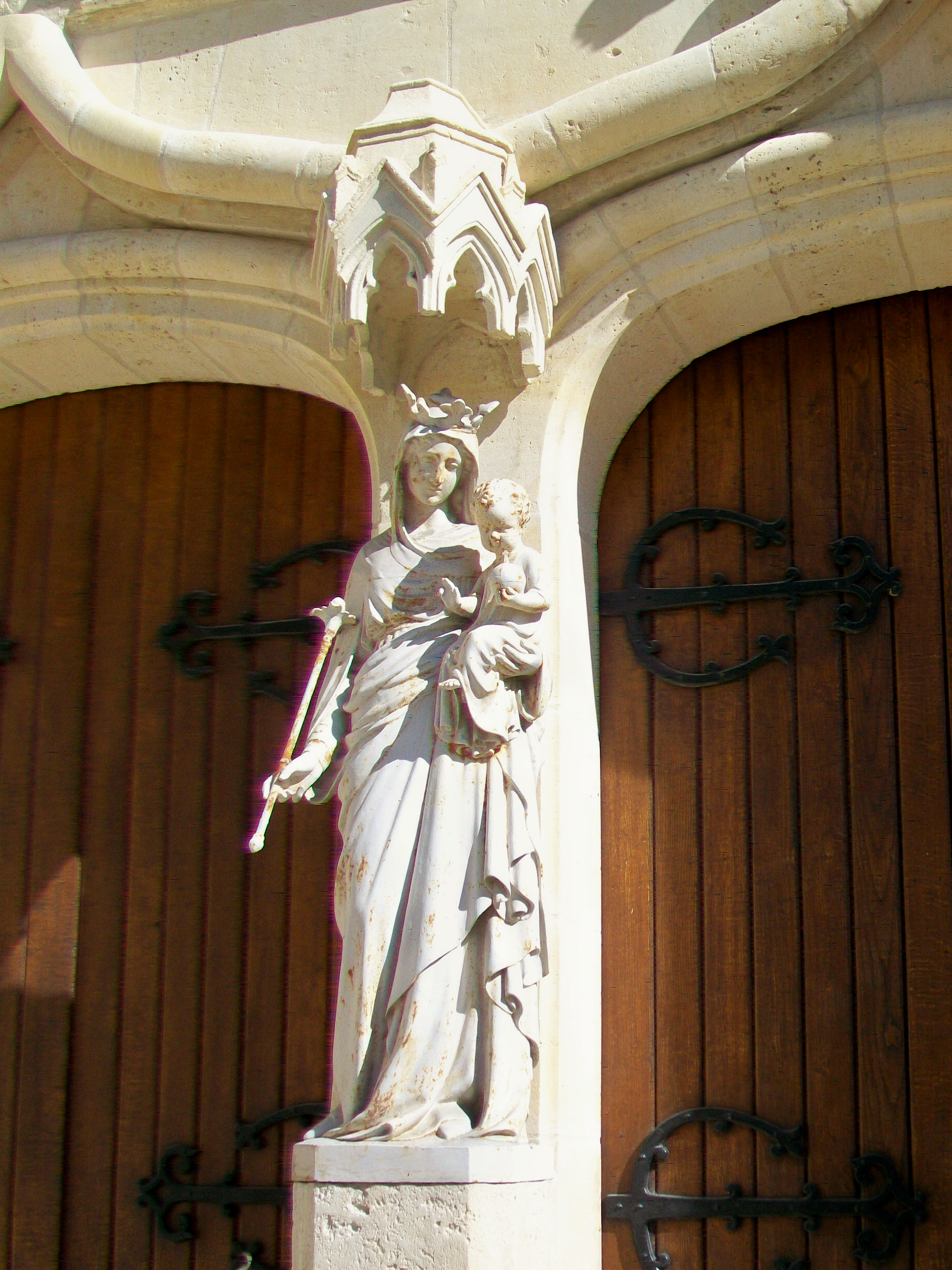
La Vierge à l'Enfant du portail.
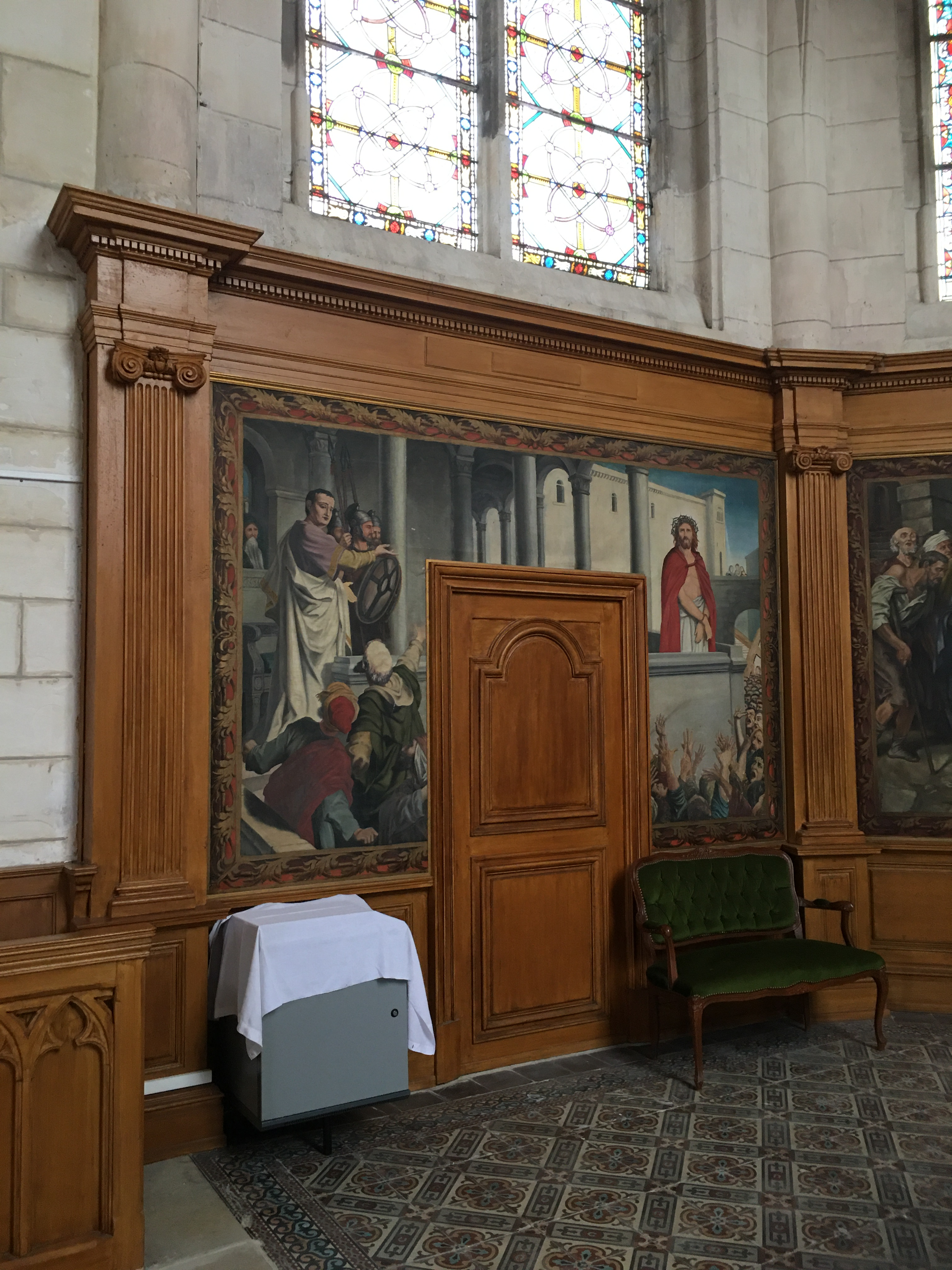
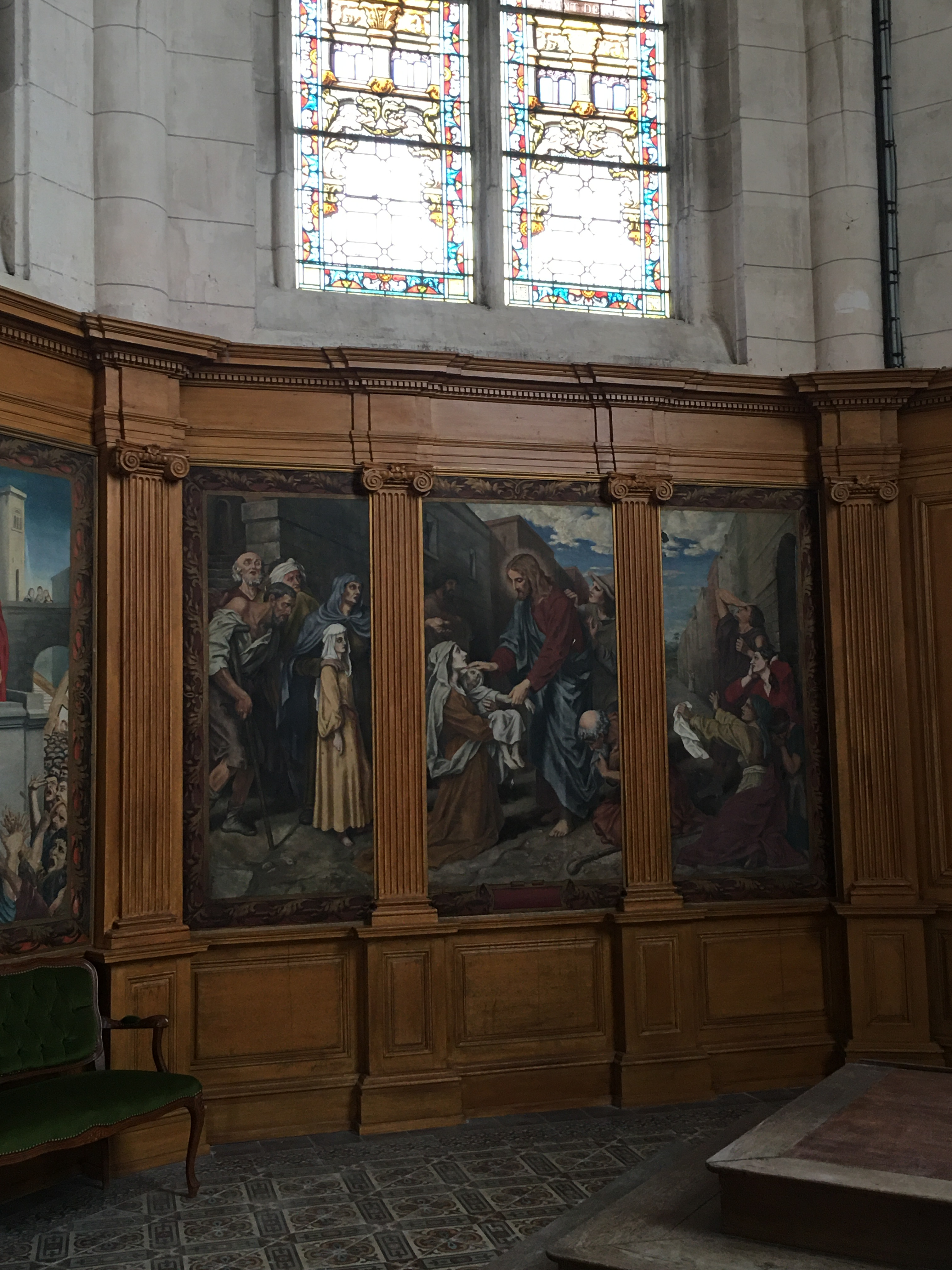

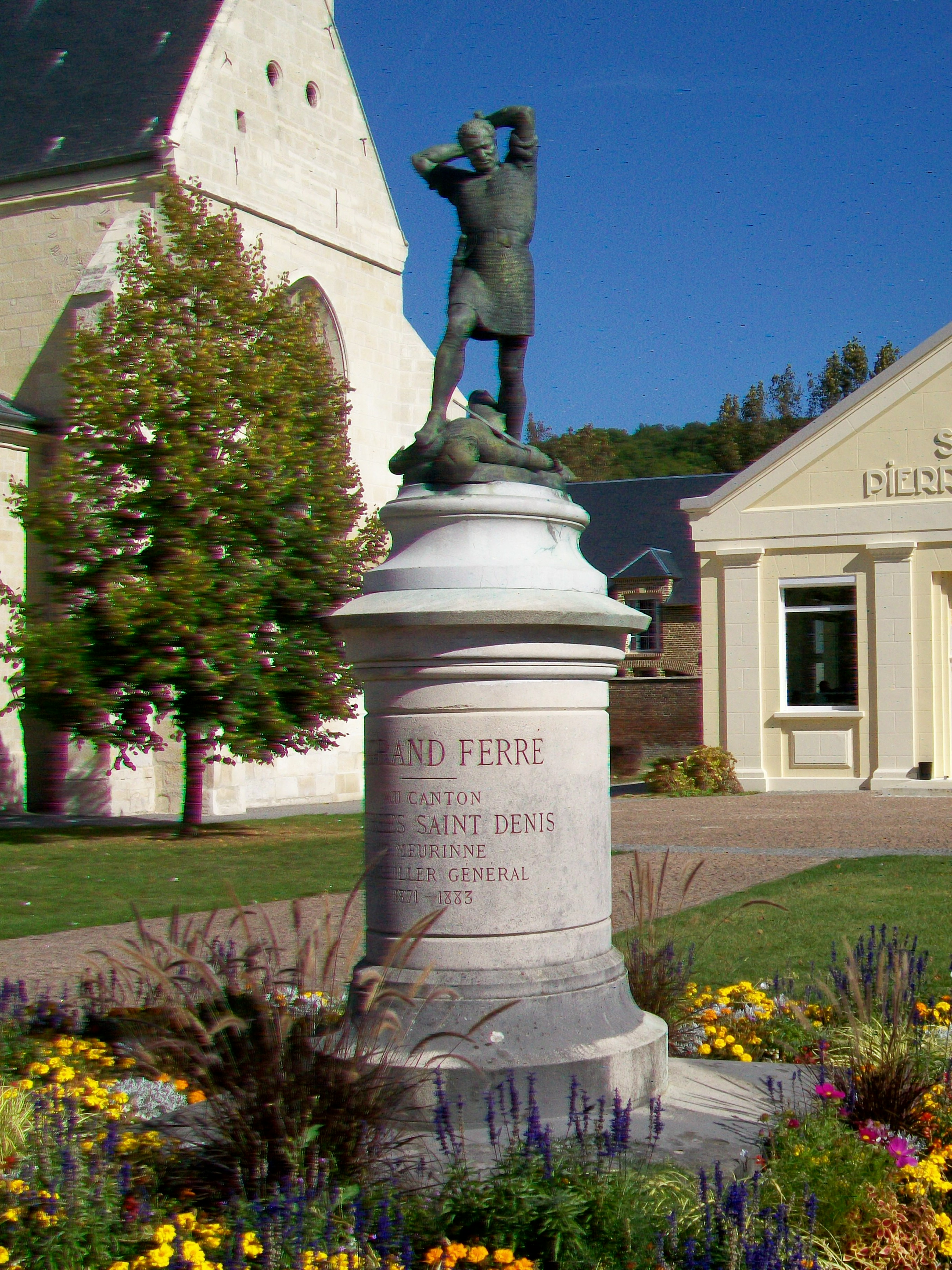
Monument du Grand Ferré.

- le monument du Grand Ferré, place Charles-de-Gaulle : le héros local de la guerre de Cent Ans a dû attendre 1889 pour avoir son monument, offert par l'ancien conseiller général du canton d'Estrées-Saint-Denis, G. Meurinne. C'est un bronze du sculpteur Félix Martin, exposé préalablement au salon des Beaux-Arts de 1886 et mesurant 130 cm de haut. Il représente le Grand Ferré en cotte de mailles, terrassant un soldat anglais qu'il écrase sous ses pieds, et s'apprêtant à frapper des deux mains, de sa hache, pour assommer un autre soldat ennemi ;
- L'ancienne féculerie Hongre, 5 rue de Picardie, reconstruite en 1883 après un incendie et agrandie de deux autres bâtiments parallèlese. L'usine cesse toute activité pendant la Première Guerre mondiale[28]. La commune, qui avait acquis le site en 2002, l'a revendu en 2017 à un bailleur social pour qu'il soit réhabilité et transformé en logements et commerces[58].

- Ancienne brasserie Peters et Cie, lieu-dit Le Port-Salut, construite en 1883 et 1895 par Éloi Peters pour son fils Antoine près de la sucrerie du Port-Salut. En 1925, la brasserie est exploitée par Lucien Peters qui y installe en 1937 un dépôt souterrain d'essence. Une cidrerie y est également exploitée.
Les bâtments sur l'Oise sont détruits pendant la Seconde Guerre mondiale et reconstruits avant 1950 par l'architecte compiegnois A. Belot. La production cesse en 1962 et le négoce en 1968.
Vers 1950, l'entreprise emploie 458 salariés et a une production de 10 000 hl de bière[59].
- Ancienne sucrerie de betteraves dite Stievenart ou de Rucourt, sur la RD 26, édifiée vers 1866 par Charles Louis Stievenart et transmise en 1892 à Alfred Stievenart qui la complète d'une distillerie. Après sa destruction  durant la Première Guerre mondiale, elle est reconstruite entre 1924 et 1926 pour la SA Sucrerie Distillerie de Longueil-Sainte-Marie, qui cesse son activité en 1965.
En 1866, l'entreprise compte deux machines à vapeur de 18 et 8 ch. et a une capaciuté de production de 1 000 tonnes/jour. En 1962, elle emploie plus de 50 salariés
Il en subsiste le logement patronal et ses dépendances[60].
- Ancienne Sucrerie de betteraves du Port Salut construite 1875 et 1877 pour Éloi Peters, fondateur de la société en commandite par actions E. Peters et Cie sur les plans de M. Lallemant. Albert Peters, fils du fondateur, modernise les installations à la fin du XIXe siècle et installe une usine à gaz d'éclairage. Les installations, implantées près du point stratégique du pont de Verberie, sont bombardés en 1940 et 1944. L'architecte A. Belot est chargé de la réparation et de la reconstruction des bâtiments endommagés.
En 1881, l'entreprise emploie 120 salarés, puis 105 en 1939, durant les campagnes sucrières. À cette époque, elle produit 60 tonnes/jour, 250 tonnes de pulpes et 15 tonnes de mélasse.
L'activité cesse en 1964, et il ne subsiste que les parties agricoles, les bureaux et les logements d'ouvriers, qui forment la ZAC de la Sucrerie[61].
- le monument aux morts, place Charles-de-Gaulle, inauguré fin 1920 se présente sous la forme d'une obélisque, d'un style habituellement adopté pour ce type de monument[62] ;

- Stèle à la mémoire de Stanislaw Calinski, pilote de chasse âgé de 22 ans, membre squadron 315 des Forces aériennes polonaises au sein de la Royal Air Force, tombé en mission durant la Seconde Guerre mondiale le 20 mai 1944, au Mont Rucourt, au retour d'une mission de bombardement sur les installations ferroviaires de Verberie. Une rue de la commune porte également son nom[63].

- le calvaire de Bailly, RD 13, près du carrefour représente une grande croix en pierre à base pyramidale, placée sur un gros socle cubique gravé de deux vers d'Évangile.
- Base  nautique fluviale comprenant une plage artificielle[64].

- Jardin d'agrément de la ferme de l'Orméon, datant sans doute du XIXe siècle[65].

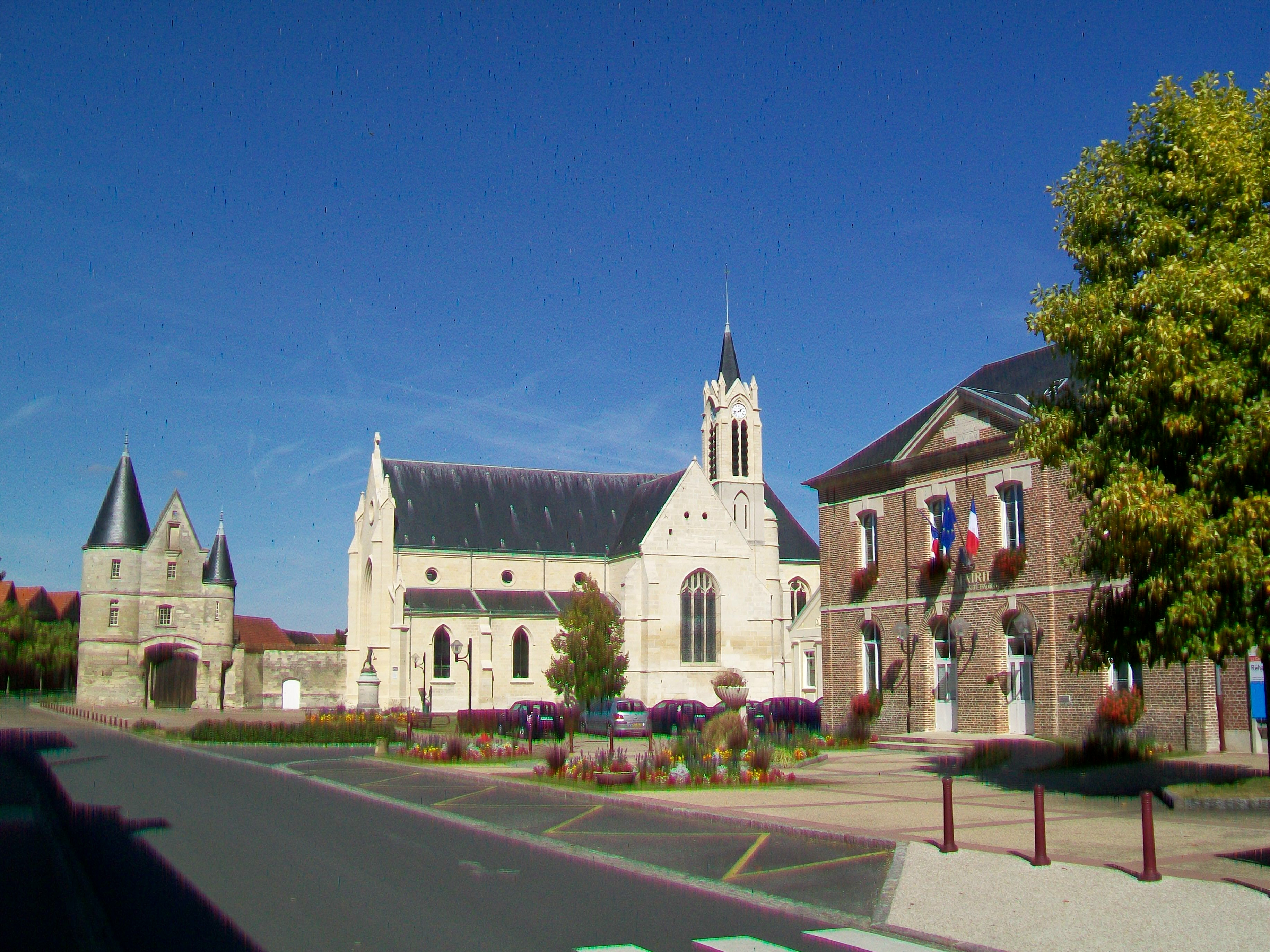
La mairie, l'église et la porte fortifiée
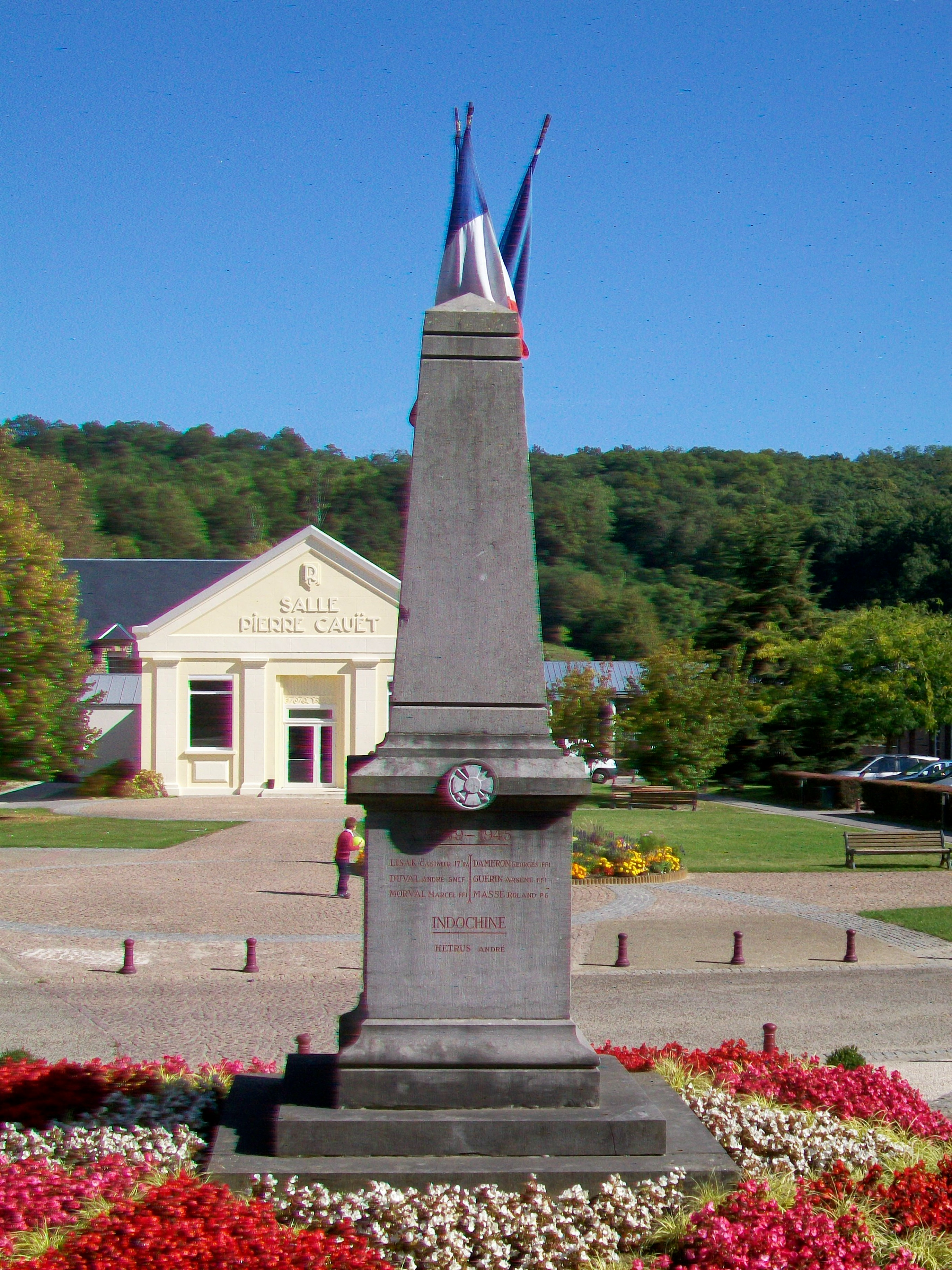
Le monument aux morts
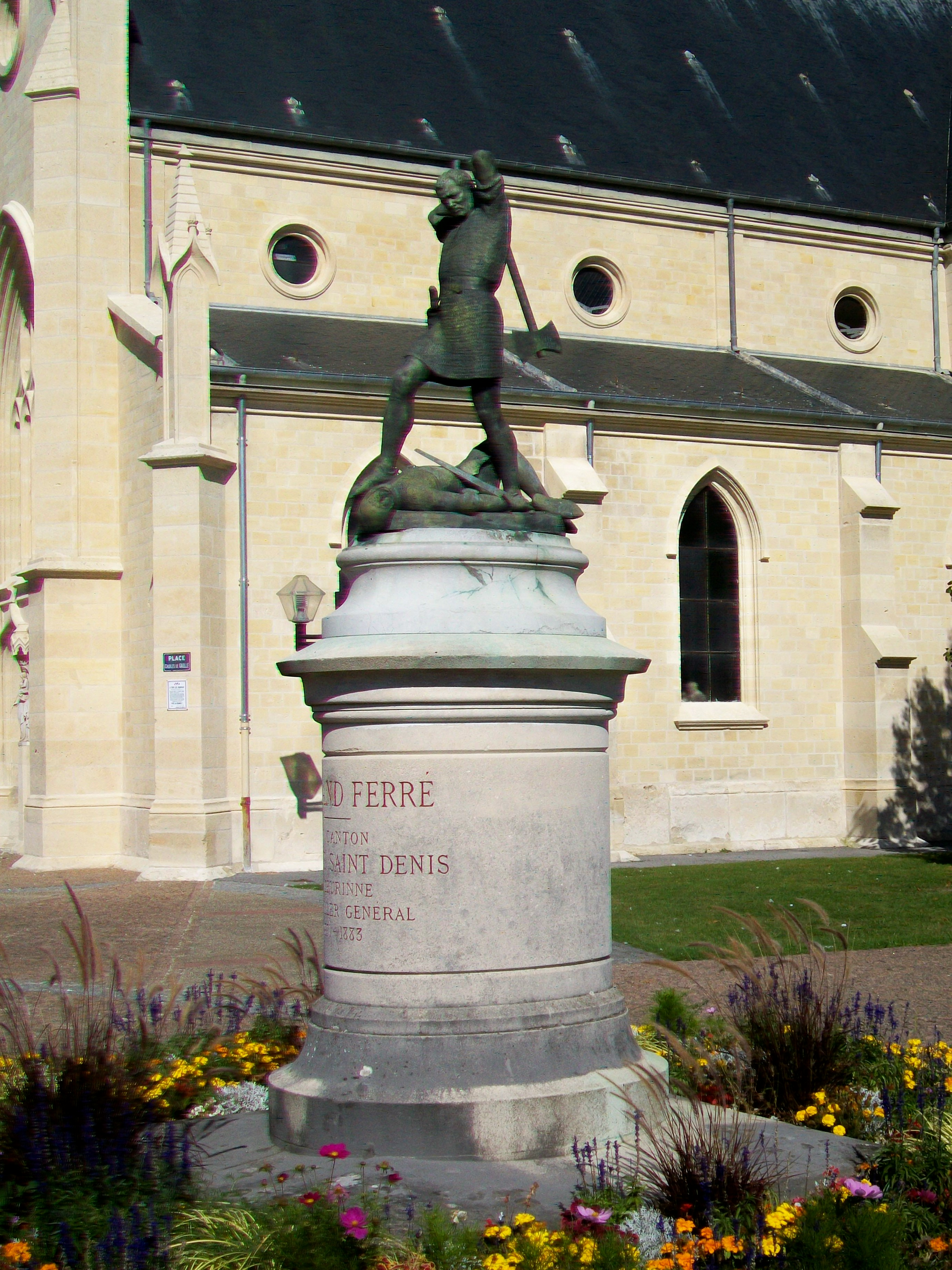
Le Grand Ferré et le côté de l'église
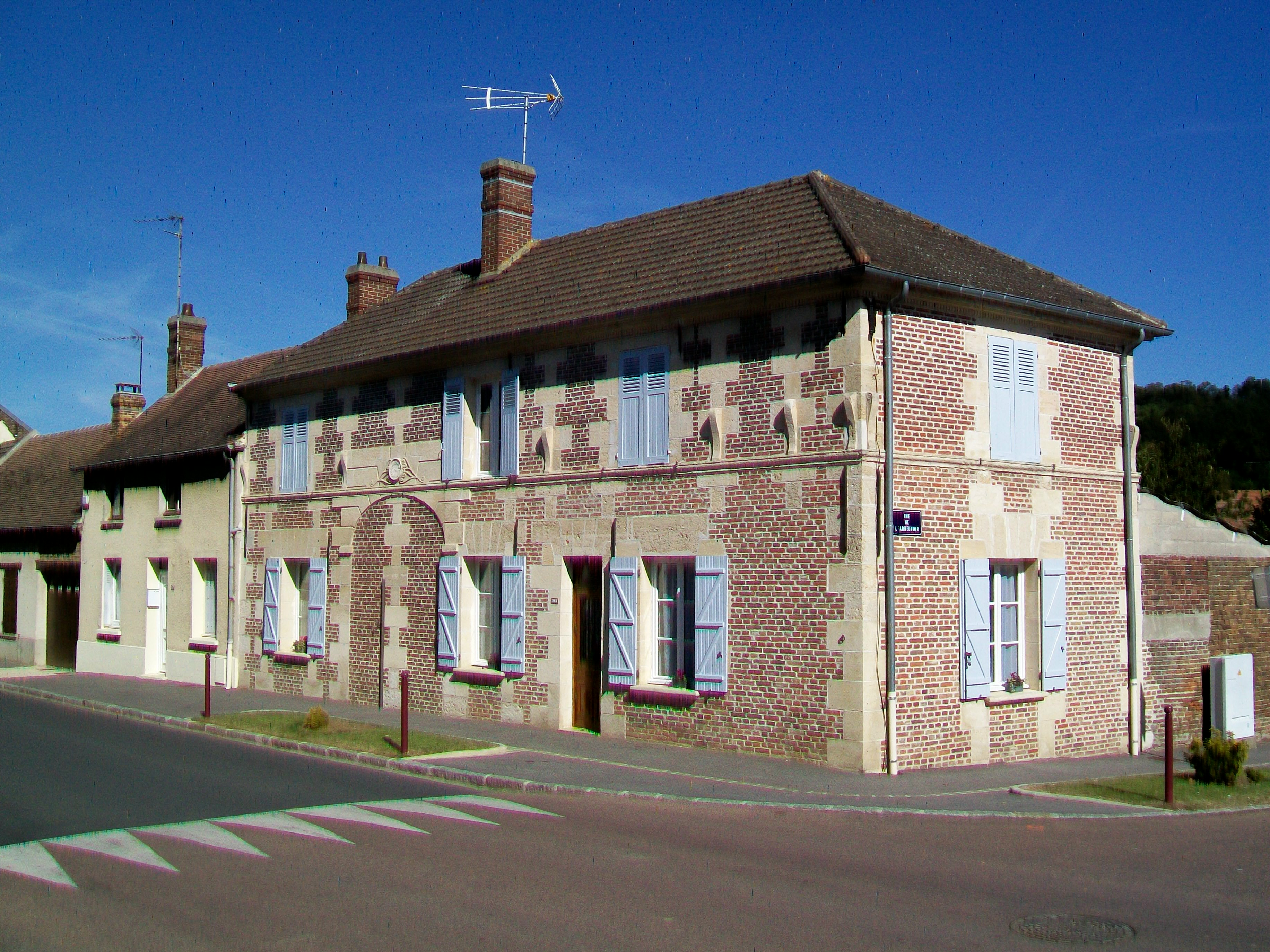
Maison, rue du Grand Ferré

### Personnalités liées à la commune
- Georges Ijlopon, dit le Grand Ferré (vers 1330-1358), héros populaire de la guerre de Cent Ans[25].

### Héraldique
| Blason de Longueil-Sainte-Marie | Blason  | Parti : au 1er d'argent à la hallebarde d'or, le fût d'azur, au 2e coupé au I de gueules à deux haches d'armes d'argent passées en sautoir, au II d'azur au mur de ville d'argent ouvert du champ avec une tour à dextre crénelée et couverte d'argent. |
| Blason de Longueil-Sainte-Marie | Détails | La commune utilise un autre blason avec un sceptre à la place de la hallebarde Le statut officiel du blason reste à déterminer. |

## Pour approfondir